# 良托爾
61°37′N 72°10′E / 61.617°N 72.167°E
良托爾（俄语：Лянто́р）是俄羅斯漢特-曼西自治區中部的一個城市。距漢特-曼西斯克東北625公里。2002年人口33,011人。
1967年發現石油和天然氣，1992年5月18日建市。